# Magaella
Magaella is een geslacht van rechtvleugeligen uit de familie veldsprinkhanen (Acrididae). De wetenschappelijke naam van dit geslacht is voor het eerst geldig gepubliceerd in 1974 door Willemse.

## Soorten
Het geslacht Magaella  is monotypisch en omvat slechts de volgende soort:
- Magaella picta (Willemse, 1974)